# Toile-de-Jouy

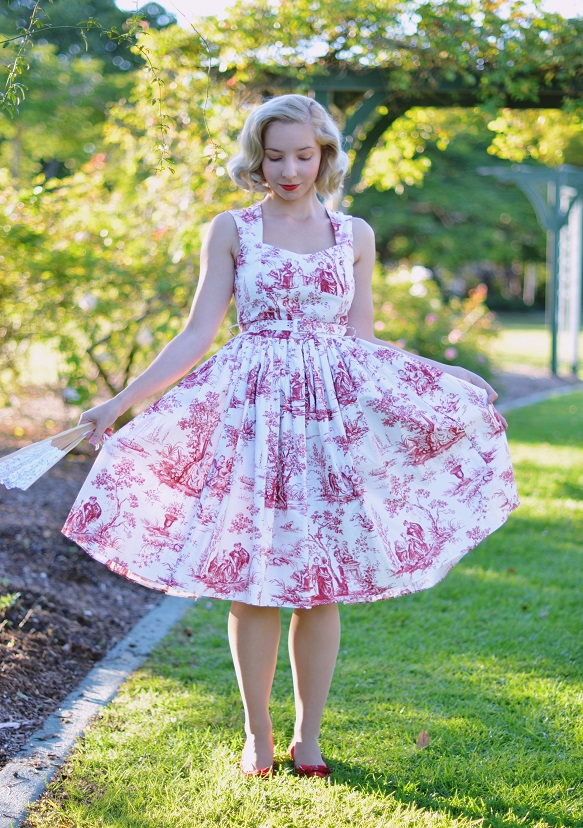
Kleid aus „Toile-de-Jouy“

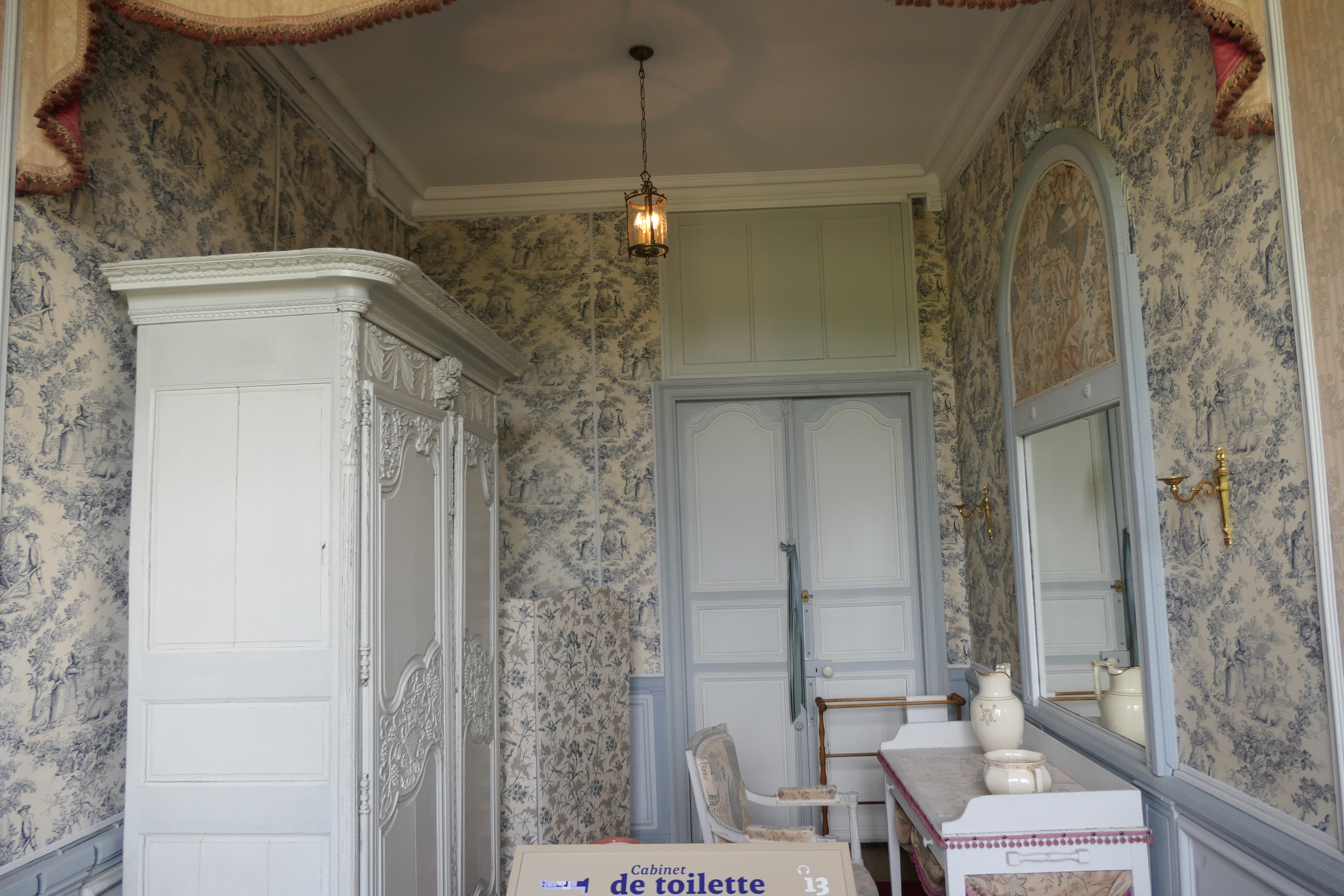
Schloss Valençay Wandbespannung mit „Toile-de-Jouy“ Tuch

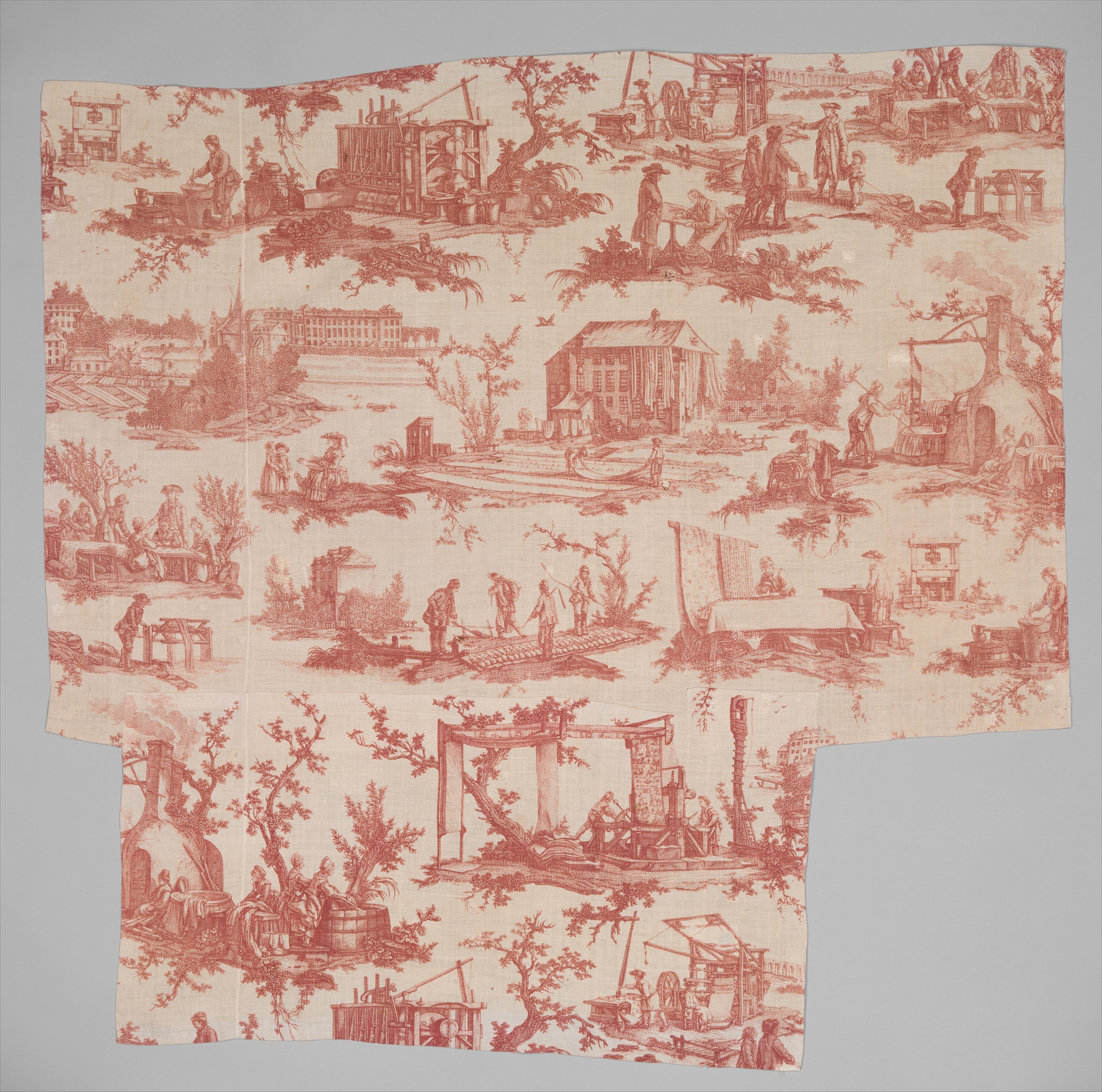
"Les Travaux de la Manufacture" 1783 Oberkampf The Met

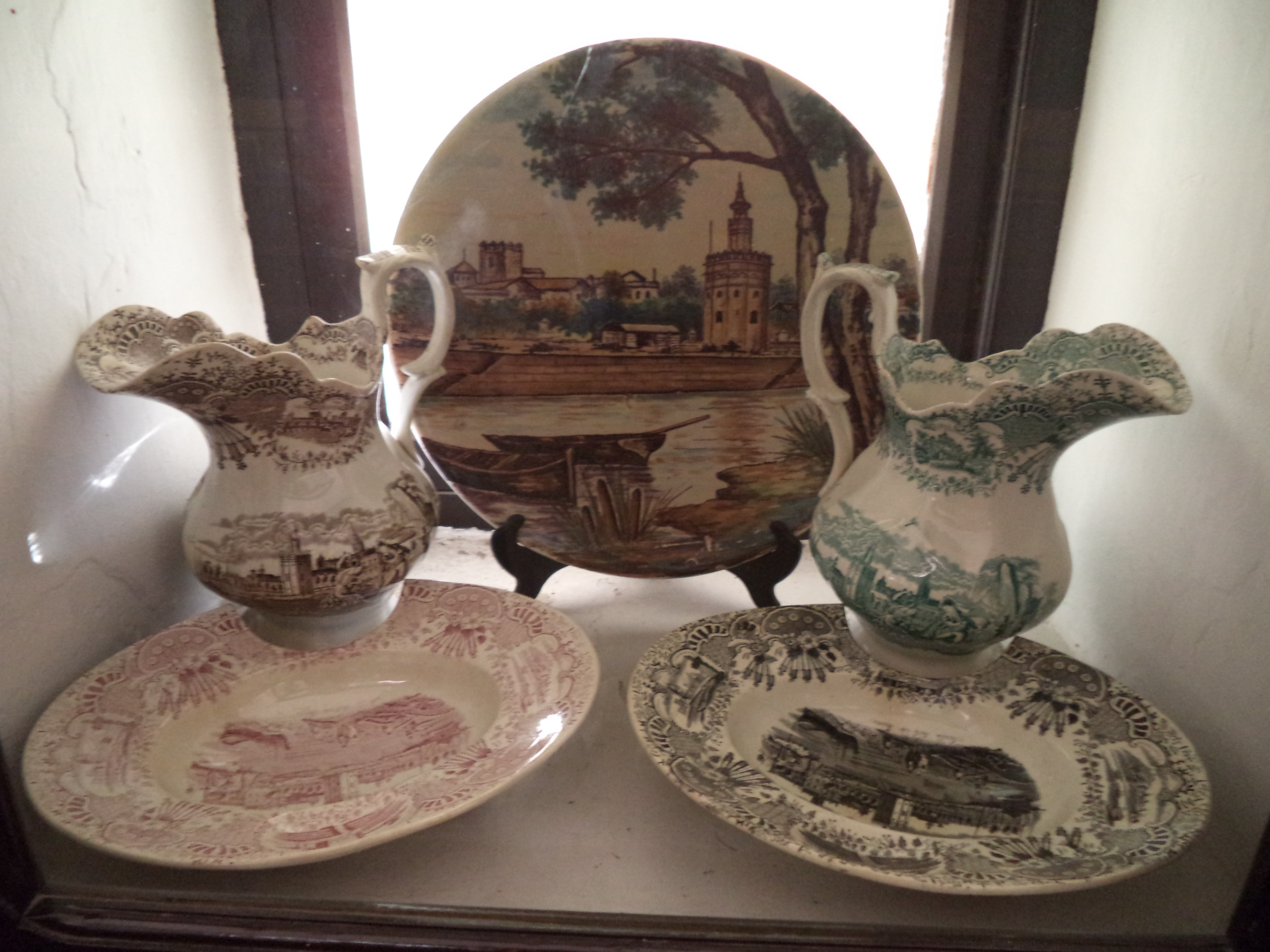
Porzellan „Toile-de-Jouy“ Marinemuseum Sevilla

Toile-de-Jouy (französisch für Tuch aus Jouy, benannt nach dem ursprünglichen Herstellungsort Jouy-en-Josas in Frankreich) ist ein Gewebe und kein Gewirk, ein mit einem charakteristischen Dessin bedruckter Kattun, wobei der Druck ursprünglich mittels gravierter Kupferplatten erfolgte. Dieses Textildruckverfahren war sehr komplex. Das Foto zeigt einen Stoff von 1783, mit dem  die Verleihung des Titels Manufacture Royale an die Manufaktur Oberkampf gefeiert wurde. Das Konzept, Szenen aus einem Herstellungsprozess zu drucken, veranschaulicht die Faszination der Aufklärung für menschliche Errungenschaften.

## Geschichte
Im 17. Jahrhundert kamen in Europa von portugiesischen Seefahrern aus Indien eingeführte bunt bedruckte Baumwollzeuge sowohl als Oberbekleidungs- als auch als Polster- und Dekorationsstoffe in Mode. Diese als Indiennes bezeichneten Stoffe hatten dieselbe prächtige Farbigkeit wie die bis dahin üblichen Seidenstoffe, waren aber erheblich pflegeleichter und boten neben ihrem relativ günstigen Preis einen höheren Tragekomfort. Hinzu kommt die in dieser Zeit aufkommende und sich bis Ende des 18. Jahrhunderts haltende Vorliebe für chinoise Dessins in Europa. Die sich verschärfende Konkurrenz zu den Seidenstoffen veranlasste Ludwig XIV. zur Protektion der französischen Textilindustrie, die vor allem auf die Produktion von Seidenwaren ausgerichtet war. Dies geschah, indem Ludwig den Import und die Herstellung von Baumwollstoffen verbot. In der Folge wurde Frankreich vom boomenden Markt für Baumwollstoffe abgeschnitten. Die im Zuge der ökonomischen Liberalisierung der französischen Wirtschaftspolitik erfolgte Aufhebung dieses Verbots im Jahre 1759 führte dazu, dass Frankreich sowohl von ausländischen Baumwollprodukten und – in Ermangelung eigener Fachkräfte – auch von ausländischen Kattuntextilarbeitern überschwemmt wurde, welche die überbordende Nachfrage zu befriedigen suchten. Die echte Toile wird sowohl durch das Druckverfahren als auch durch ihr charakteristisches Dessin bestimmt.
Das Dessin der Toile-de-Jouy ist zweifarbig: auf weißen Stoff wird entweder rot – das ist die typische Farbstellung – oder blau gedruckt. Die Motive sind subtile chinoise oder auch pastorale Szenen, die mit zahlreichen feinsten Ranken- und Blütenarrangements verbunden werden. Die Wirkung entspricht etwa der des typischen Chinaporzellans, wo feine blaue (selten rote) Dekore auf weißen Grund aufgebracht werden. Es dürfte, neben der Verwendung der damals modernen Motivthemen, gerade diese Wirkung gewesen sein, die der Toile-de-Jouy ihren durchschlagenden Erfolg verschaffte. Obschon es in Jouy selbst keine Textilindustrie mehr gibt, werden heute zunehmend die Oberkampfschen Dessins wieder aufgelegt und finden Eingang sowohl in die Oberbekleidung als auch in die (Innenraum)Dekoration.

### Oberkampf
Der bekannteste Ausländer war der Württemberger Christophe-Philippe Oberkampf, der 1760 in Jouy-en-Josas bei Paris eine Kattundruckerei in Betrieb nahm, die alsbald das führende Unternehmen auf dem französischen Markt wurde.
Oberkampf war in Frankreich der erste, der Kattun mittels gravierter Kupferplatten bedruckte, was – eine genügend feine Oberflächenstruktur des Stoffes vorausgesetzt – es erlaubte, sehr feingliedrige und sehr anspruchsvolle Muster wie etwa detaillierte figurale oder florale Darstellungen zu drucken.
Ein Stoff von 1783 zeigt insgesamt vierzehn verschiedene Szenen, die Aktivitäten darstellen, die an dem Prozess beteiligt sind. Der Designer Jean-Baptiste Huet und eine Kollegin im Freien skizzieren, Färber mischen Farben und Drucker bringen die Druckblöcke auf. Das fertige Tuch wird auf dem Werksgelände getrocknet.
Jean-Baptiste Huet, ein äußerst erfolgreicher Dekorationsmaler, wurde von Oberkampf beauftragt, dieses Design zu schaffen, um die Verleihung des Titels Manufacture Royale an die Manufaktur zu feiern. Huet wurde dann zum Chefdesigner der Fabrik ernannt. Die in Les Traveaux de la Manufacture entwickelte Formel von Einzelszenen, die sorgfältig zu einem Gesamtmuster integriert werden, wird in kupferstichbedruckten Textilien immer wieder verwendet.
Die Fabrik in Jouy wurde 1760 von Christophe Oberkampf (1738–1815) gegründet. Ludwig XVI. verlieh 1783 den Titel Manufacture Royale. Napoleon I. zeichnete 1806 den Betrieb mit dem Titel Légion d'honneur aus. Er blieb bis in die 1820er Jahre in den Händen der Familie des Gründers. Oberkampf erhielt viele weitere Auszeichnungen in Anerkennung der Qualität der Stoffe von Jouy sowie für Fortschritte in Wissenschaft und Technologie des Textildrucks. Die Fabrik beschäftigte im späten 18. Jahrhundert etwa tausend Arbeiter. Frauen machten zu verschiedenen Zeiten ein Drittel bis die Hälfte der Belegschaft aus. Druckerinnen verdienten nur halb so viel wie männliche Drucker.